# 流血周
流血周（法語：Semaine Sanglante，亦称五月流血周）发生于共和历79年牧月1日至8日（1871年5月21日至5月28日），是帕特里斯·麦克马洪率领的法兰西第三共和国的凡尔赛军所發動的一次軍事行動。此次行動劍指巴黎公社政權，屬於凡爾賽政府自1871年起，為對抗於法國數個大城市影響甚廣的公社起義而發起的連串行動的其中之一。法兰西第三共和国凭此战夺回了巴黎的控制權，巴黎公社政权也因此覆灭。
战斗中有许多巴黎公社士兵手持武器被捕，之后立即被凡尔赛军队枪杀，而凡尔赛军一方则有877人阵亡，183人失踪。有43,000名公社成员被俘，至少有6,500至7,500人被流放国外。而据康乃爾大學教授本尼迪克特·安德森说，“7,500人被监禁或者流放”，“大约20,000人被处决”。
而在流血周内，巴黎公社方面处决了包括巴黎大主教在内的大约一百名人质，并烧毁了许多巴黎地标，包括杜乐丽宫、市政厅、司法部大厦，以及荣誉军团宫。

## 军力

### 法兰西第三共和国
在此次军事行动中，法兰西第三共和国政府派出约12-13万名凡尔赛军参加此次进攻。

### 巴黎公社
巴黎公社方面则有2万-17万人参与抵抗，其中8万人在战斗连，10,500人驻守于南部堡垒，以及驻于军营的数千名预备役人员。

## 战争前奏
在5月8日开始，凡尔赛军占领了城南的重要防御工事伊西堡，并逐步占领了城门以西的其他几个阵地。这将他们的部队直接带到了巴黎城墙之外。5月20日星期六，凡尔赛军开始对巴黎西大门和城市，特别是圣克洛德港进行了猛烈的炮击。

## 过程

### 5月21日（星期日）

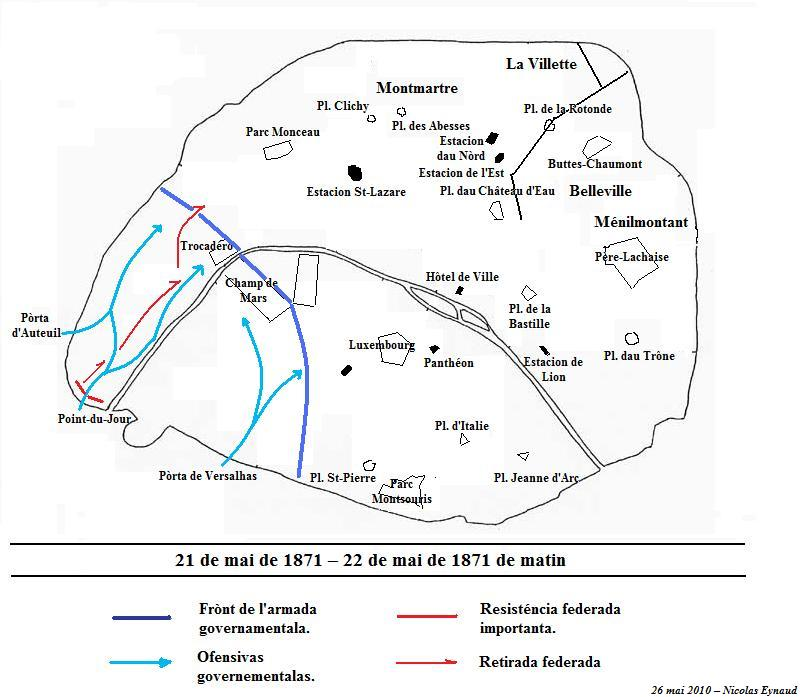
图为凡尔赛军队进入巴黎的路线

5月21日上午，巴黎城内凡尔赛政府的一名特工侦查时发现（黎明之门）的城墙没有巴黎公社士兵巡守。他随后翻越城墙并将此情报告知在城外扎营的凡尔赛部队。一名军官核查此情报后，费利克斯·夏尔·杜艾将军向麦克马洪元帅和最高统帅部发去电报，其部队也迅速从此缺口进入城内并迅速散开，从后方攻占了奥特伊港和凡尔赛港的两大城门。到当日傍晚，六万名凡尔赛士兵进入巴黎城内，帕西和特羅卡德羅很快就在巴黎公社反应不及的情况下被凡尔赛军占领。在当日结束前，凡尔赛军就己经抵达战神广场。

### 5月22日（星期一）

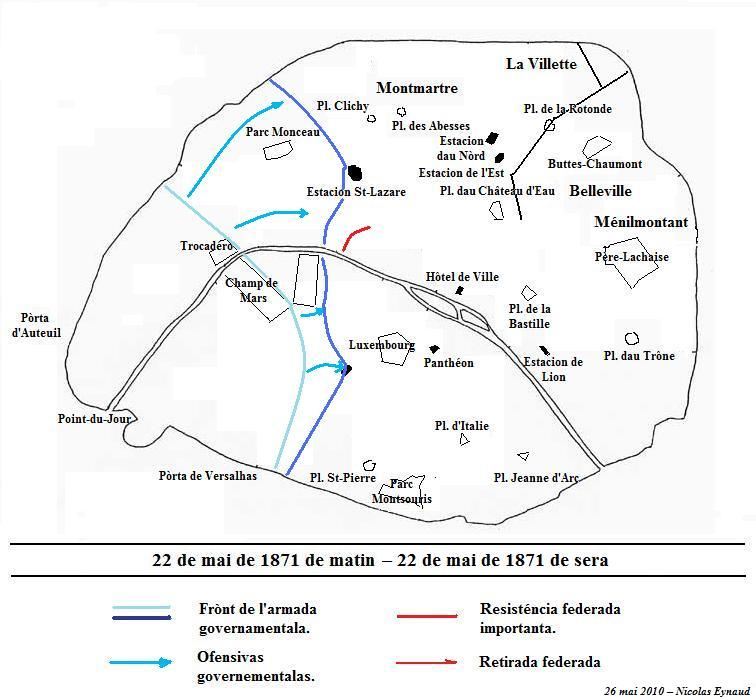
图为5月22日，凡尔赛军向巴黎市中心的推进路线
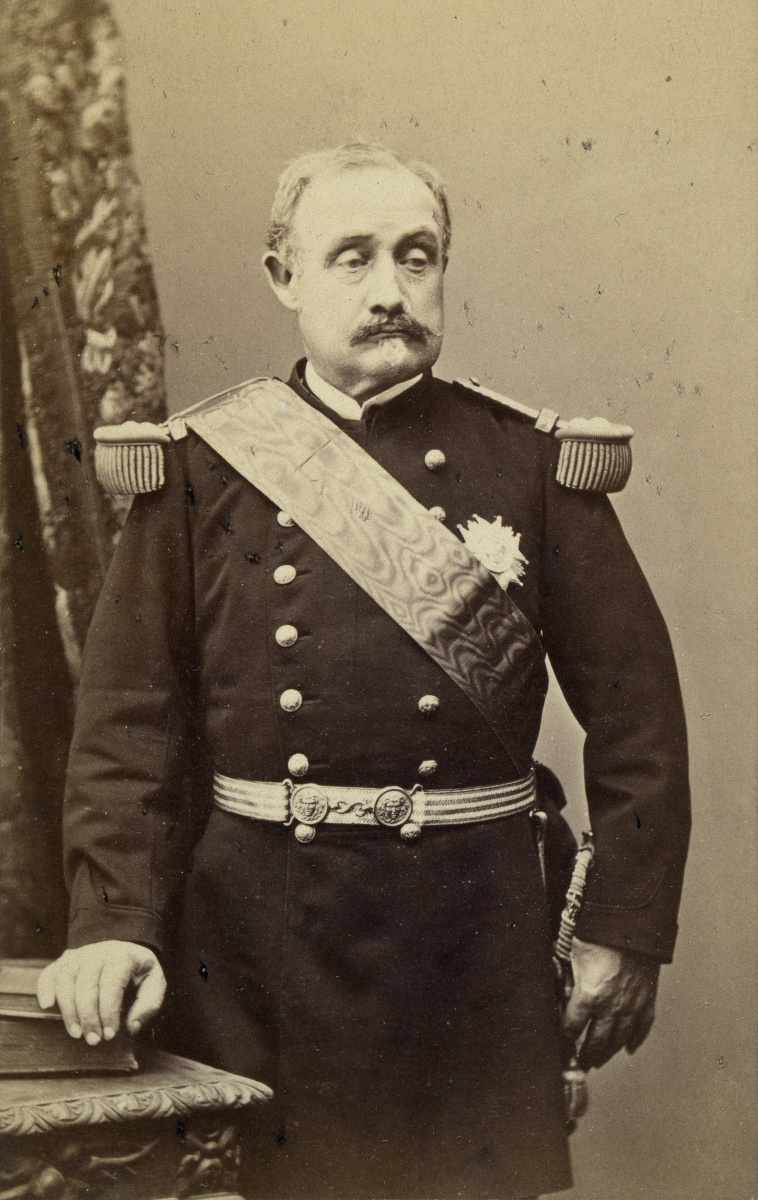
埃内斯特·库尔托·德·西塞
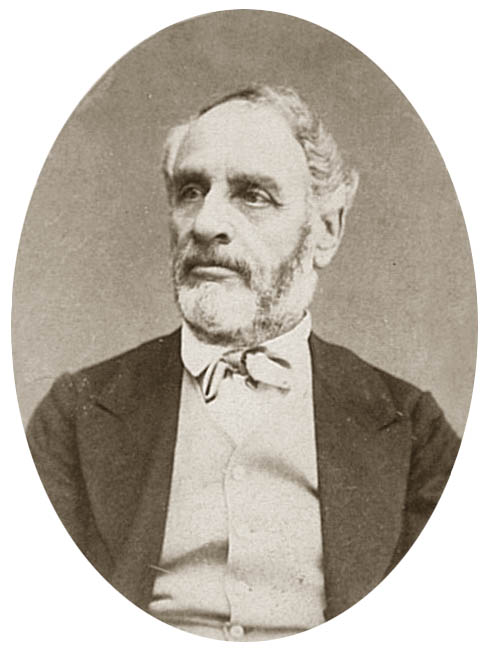
夏尔·德莱克吕兹
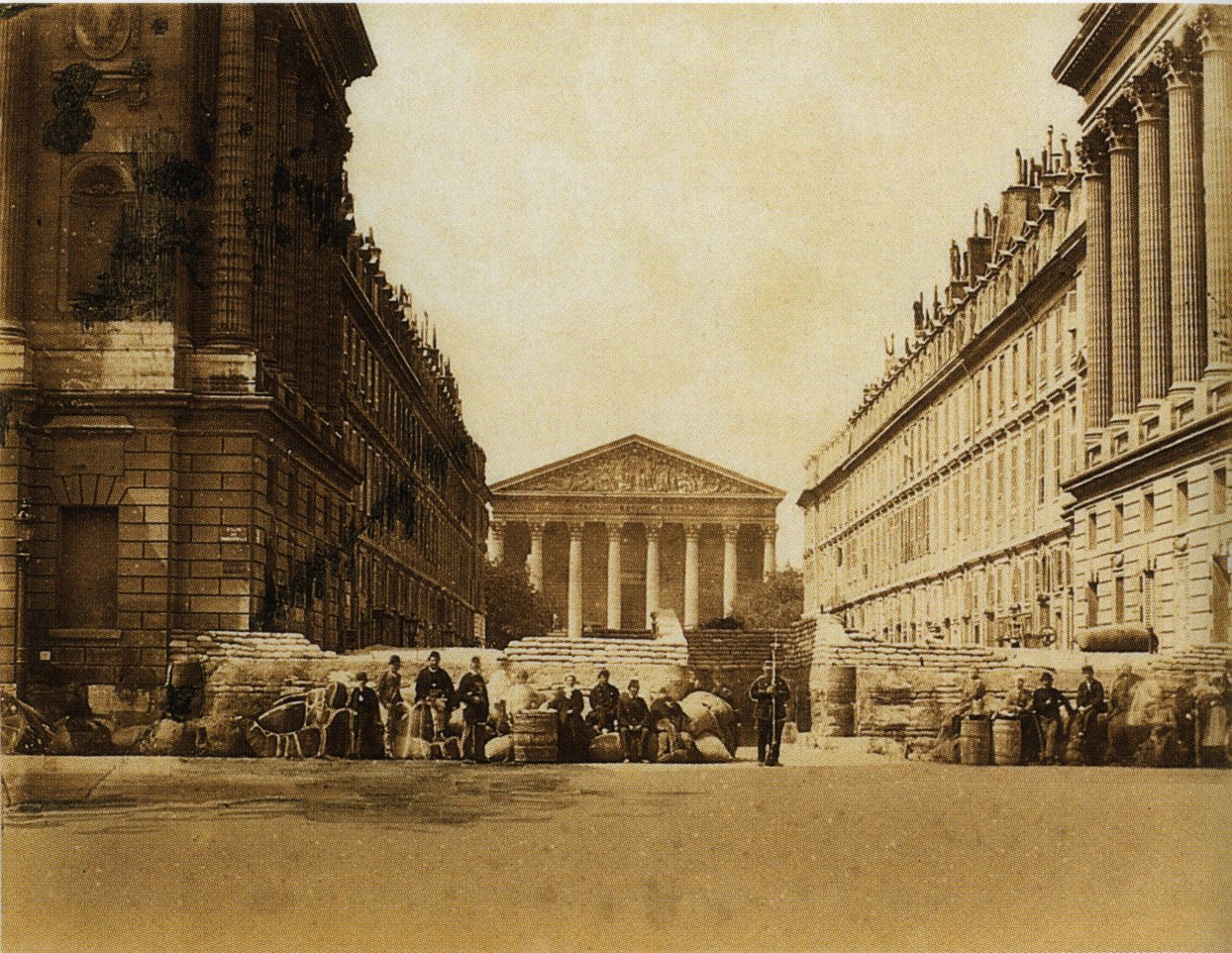
设于协和广场的路障
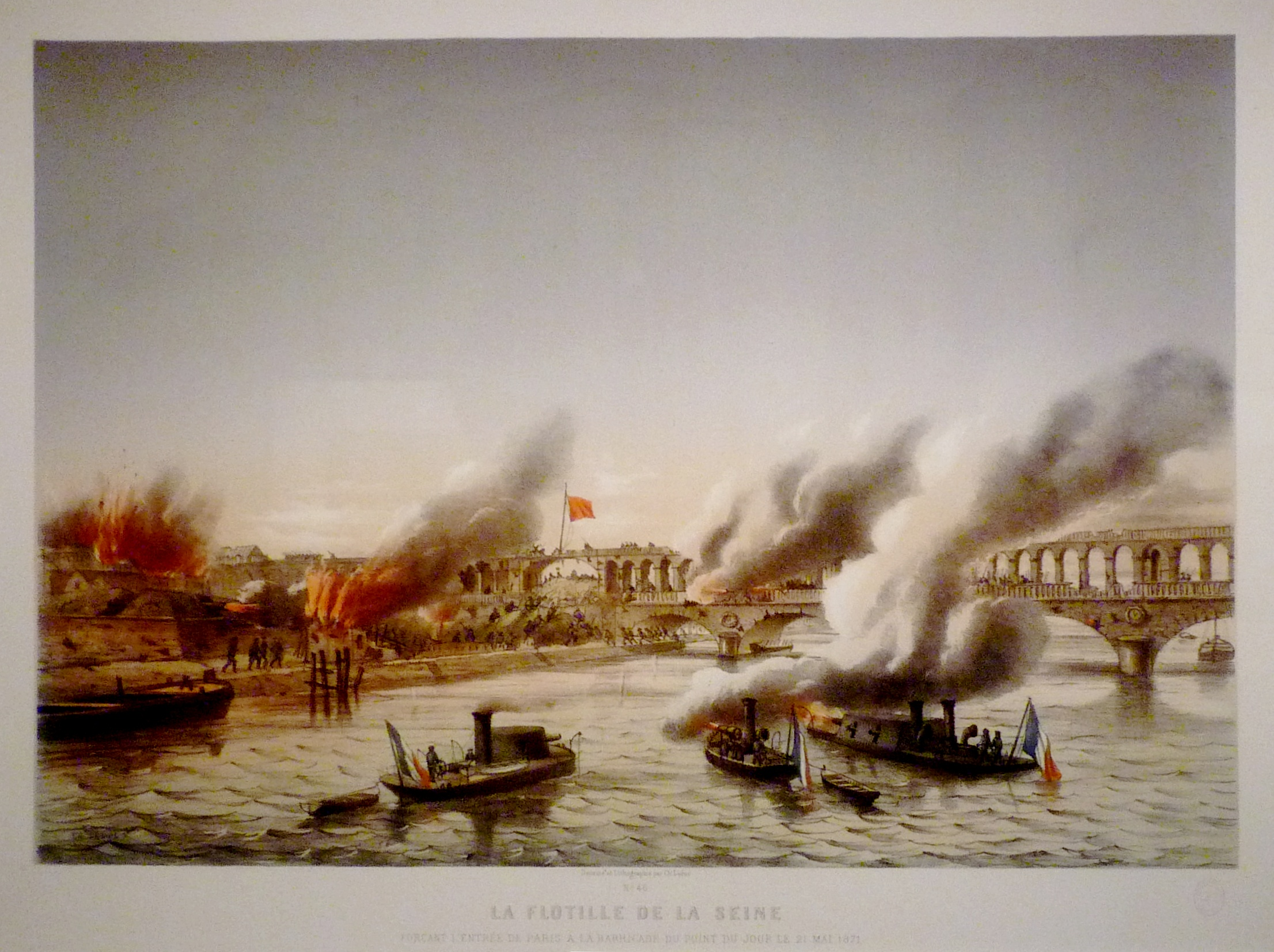
凡尔赛军进入巴黎，向东推进。

在5月22日的9:30分时，凡尔赛军的埃内斯特·库尔托·德·西塞将军在巴黎的军事学院建立起了自己的指挥部，而当时他旗下已有五万名士兵身在巴黎。
巴黎公社一方的警报也在当日早上正式响起，同时，夏尔·德莱克吕兹发布了一则公告，号召巴黎人民奋起抵抗凡尔赛军，他是当时的公共安全委员会成员及战争委员会的文职代表，亦是公社的实际军事领导人，公告宣称:“军国主义已经够了！让位给人民，让位给赤手空拳的战斗人员！”，但该公告的效果却与预期相反。其余的国民警卫站不但没有合并成一支部队，反而𨚫分散开来，各自保卫自己的社区。而除了国民警卫队的士兵外，几乎没有其他的巴黎人武装起来准备战斗。
随着凡尔赛军攻入了巴黎，公社军队不得不放弃了靠近前线的战争部。但他们离开前并没有带走或烧毁的此处的记录与文件，从而导致了所有士兵的个人详细信息都被泄露给了凡尔赛政府。
当时，巴黎公社在包括圣弗洛朗丁街、歌剧院街、里沃利街、协和广场等地设下了路障，一共设下了约九百个路障，但仍有许多地区未有设好路障，而附近的居民则在地窖里准备好了避难所。当日下午，设于奥赛码头和马德琳河上的凡尔赛军炮台还与处于杜伊勒里宫露台上的国民警卫队炮台发生了一场激烈的炮火战，而在巴黎蒙索公园，凡尔赛军处决了十五名男子和一名女子囚犯，这是流血周中首次有纪录的有组织处决。

### 5月23日（星期二）

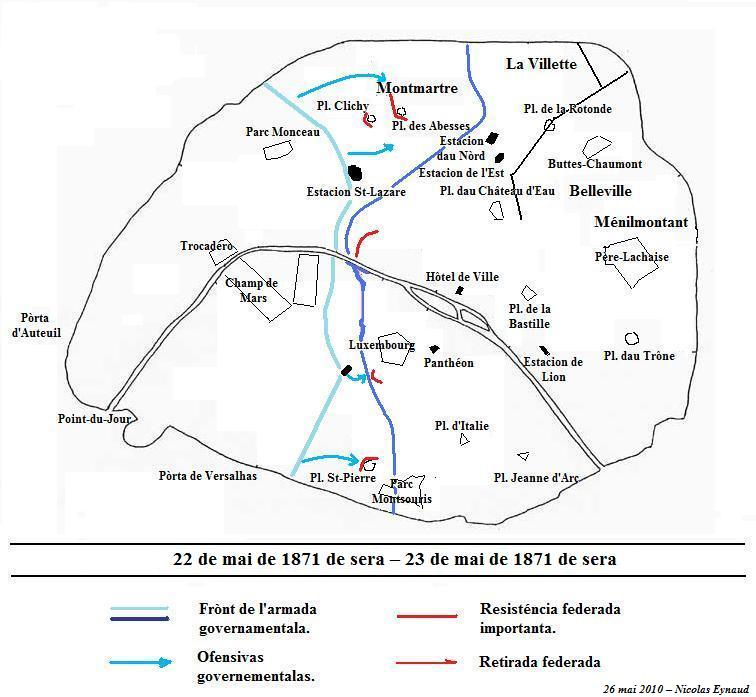
5月23日的各方战斗路线示意图

从5月23日的早晨开始，凡尔赛军继续向东进攻。巴黎公社当日的主要工作是建造和加固路障，他们拆除了许多巴黎人行道的铺路石来建造路障，但凡尔赛军吸取了1848年法国二月革命的街头战的教训，没有直接正面向路障攻击，而是缓慢又系统地移动，在路障周围的建筑物墙壁上挖隧道，从侧面或后方包抄并破解路障，来击败路障后的巴黎公社部队，这使凡尔赛军的进攻速率大为提升。巴黎公社军队也使用了与其相同的战略，但因缺乏工具和人力来挖掘墙壁，导致效率和成功率均不如凡尔赛军。
在当时，公社方面意识到他们可能将会面临失败，于是下令焚毁了许多巴黎的主要建筑，包括杜伊勒里宫、卢浮宫、卢森堡宫、巴黎歌剧院、巴黎市政厅、内政部、司法部、巴黎皇家宫殿、以及香榭丽舍大街两旁的豪华饭店和高级公寓楼，并拉起了“宁愿见其消亡，也不留给敌人”的标语。

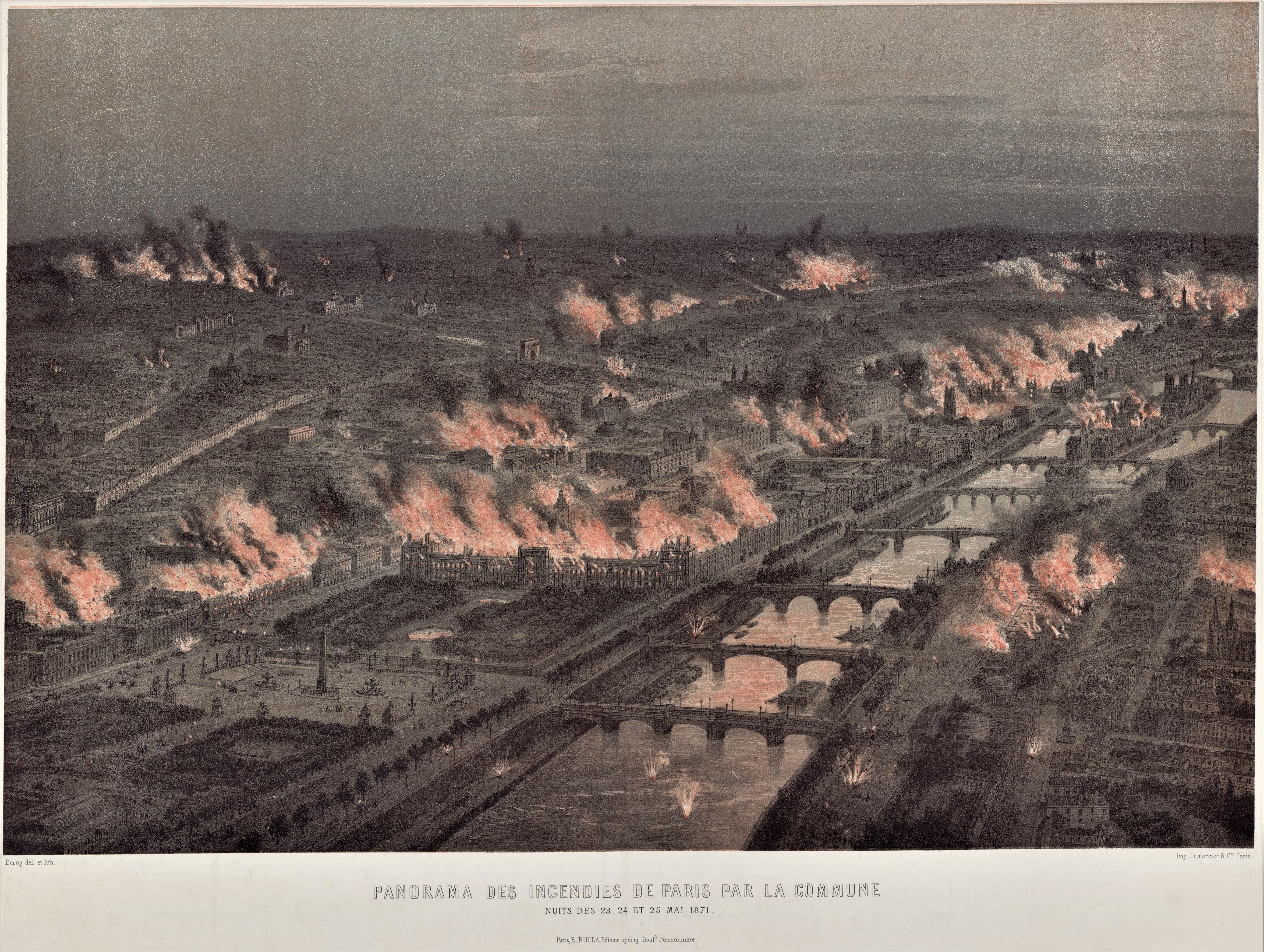
巴黎公社纵火烧毁了杜伊勒里宫，这场大火从23日一直烧到了24日

23日晚7时，12名巴黎公社社员携带了焦油、沥青和松节油等物品到杜伊勒里宫内纵火。大火燃烧了两天，至5月25日才被政府军和巴黎消防队扑灭，但宫殿建筑不幸已被全部焚毁，只剩下了外壳。与杜伊勒里宫相连的卢浮宫花廊和马尔赞廊也被公社社员纵火烧毁，但存放有大量艺术珍品的卢浮宫主体建筑——卡利庭院却奇迹般地幸存了下来。

### 5月24日（星期三）

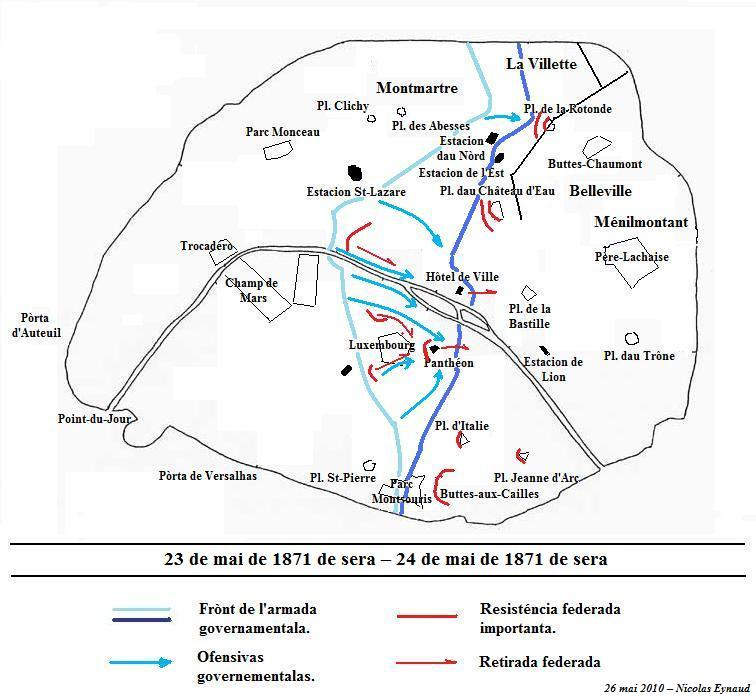
5月24日的各方进攻路线，当时凡尔赛军已占领巴黎公社最初创立的地方

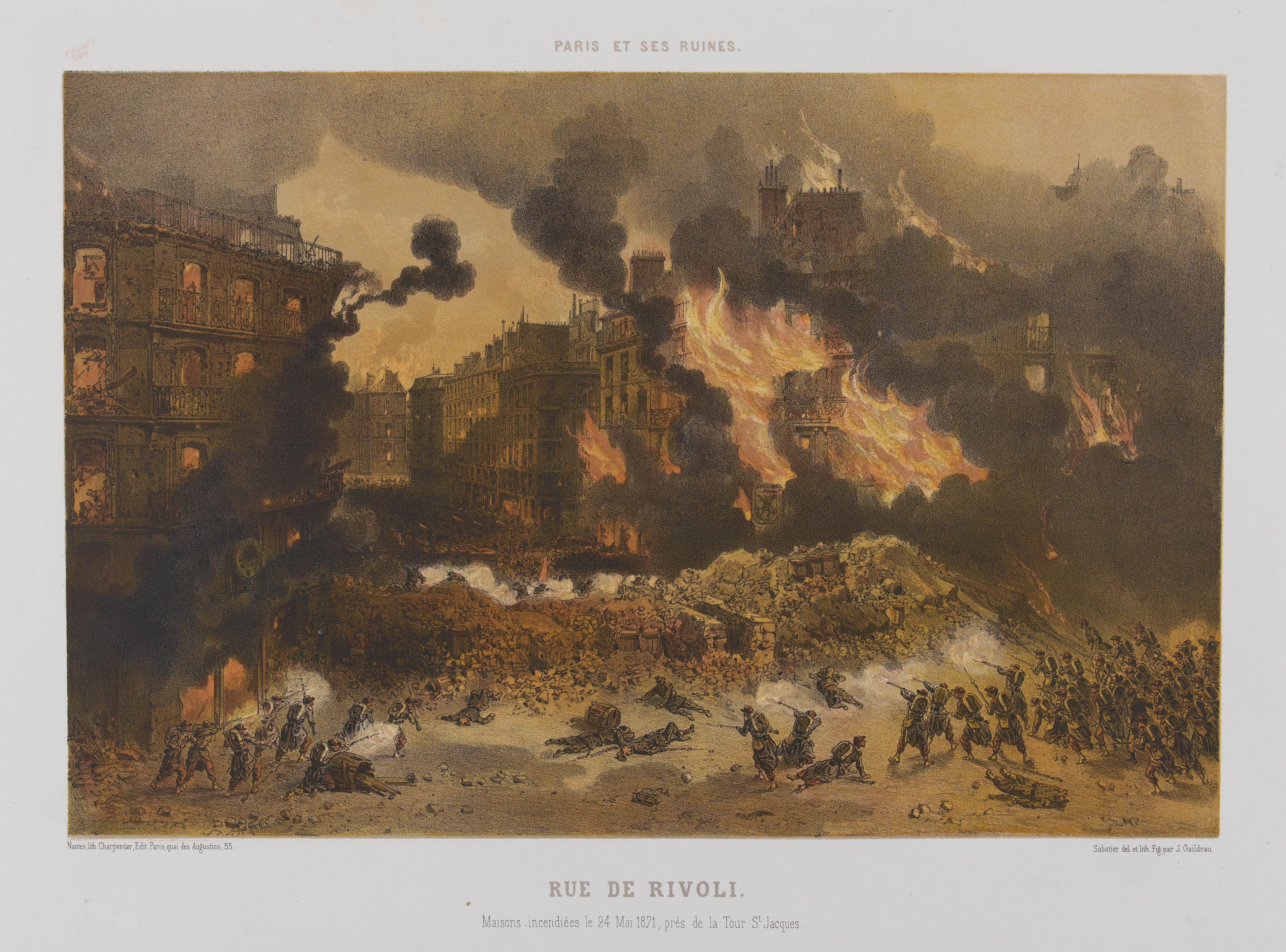
在当日发生的街垒战，现场燃起了熊熊烈火
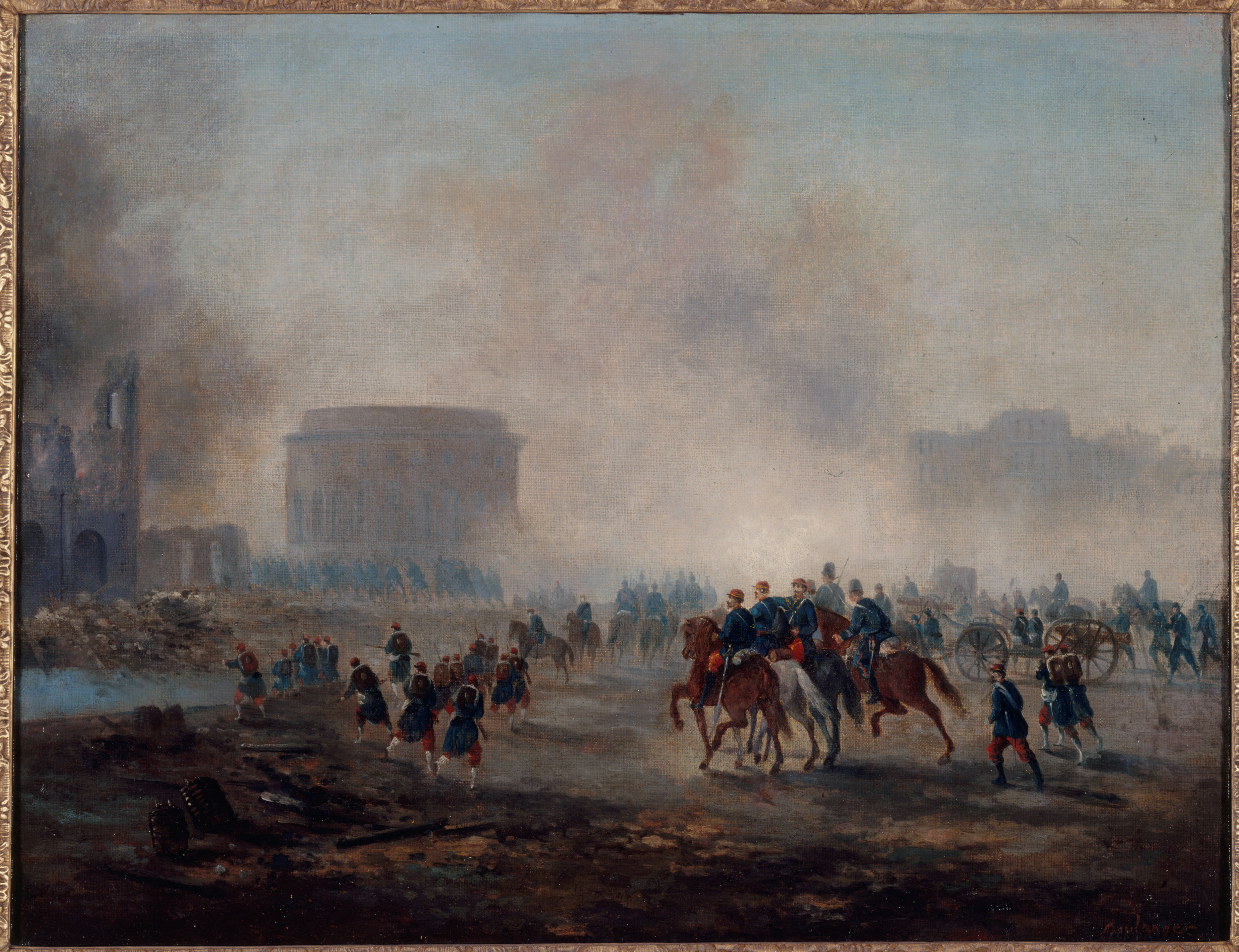
被凡尔赛军队包围的拉维莱特

5月24日，巴黎公社的领导人放弃了他们在巴黎市政厅的总部，转而搬到了在第11区的市政厅。他们放火烧毁了附近的酒店，同时也破坏了附近的一些历史建筑，还破坏了存储在里面的档案和财政记录。这同时也使巴黎公社失去了中央指挥所。
当时，国民警卫队试图像他们之前烧毁杜伊勒里宫一样，在巴黎圣母院附近生火，以烧毁巴黎圣母院。但不久，一位公社总部的官员前来紧急提醒他们，如果烧毁巴黎圣母院，将会连带点燃附近的一所医院，而该医院当时容纳了 800 名患者。最终，这场火灾在发展蔓延变大前被扑灭，未有波及巴黎圣母院。
巴黎公社中央委员会发表了一份和平提议，他们表示，在凡尔赛军尊守他们的投降条件的情况下，他们愿意解散巴黎公社和国民议会，并从巴黎撤军，并重新选举新政府。但凡尔赛军无视了这份和平提议，继续进攻巴黎。

### 5月25日（星期四）

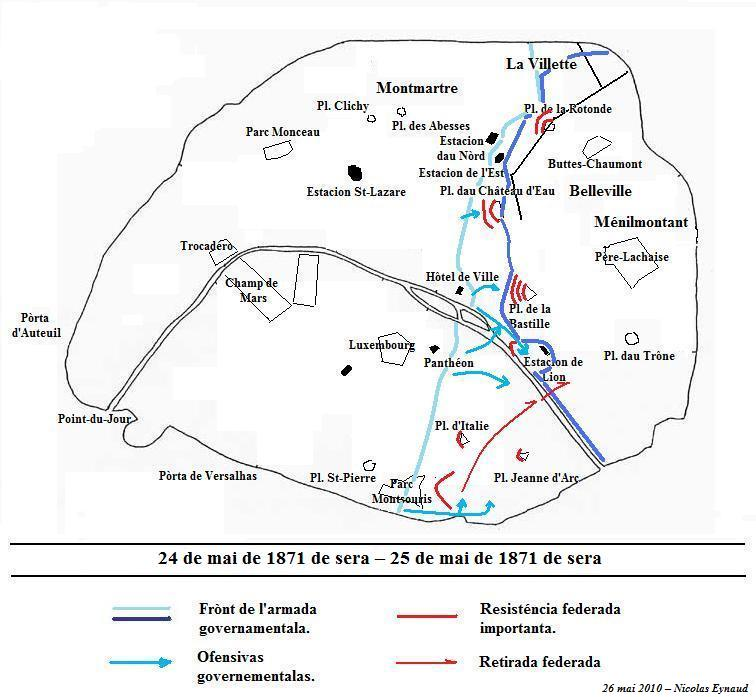
5月25日的各方战斗路线图，此时战斗的主要地点已转至巴黎东部

到5月25日早上的时候，巴黎的整个西部都己被凡尔赛军控制了。在24日晚，国民警卫队已经从第10区的路障中仓惶撤出。而到了25日早上，该区域就被凡尔赛军占领了。
在巴黎左岸，凡尔赛军占领了卢森堡公园。而之后有一支国民警卫队在阿涅尔和纳伊进行了反击，他们成功的击退了凡尔赛军，并且缴获了三门大炮。
而在巴黎右岸的凡尔赛军则继续向巴黎东部进军。不久，凡尔赛军队就己攻占了巴黎市政厅的废墟处，朝巴黎公社的中心据点巴士底广场前进。法国军队并没有直接攻击路障，而是分散开来，穿过周围狭窄的街道，在墙上挖出隧道并穿过去，包抄了巴黎公社的阵地。而巴黎公社的士兵则抓获了一群试图逃离巴黎的多米尼加僧侣，后来这些士兵枪杀了他们。
在城市的南部边缘，国民警卫队仍然占有两个堡垒，这阻止了凡尔赛军在南部包围国民警卫队。但最后，在这两个堡垒中的驻军决定放弃堡垒，转而去保卫自己的社区。他们并没有等待批准，就破坏了堡垒中的大炮并离开了。而这些堡垒很快被凡尔赛军占领，他们架上了自己的大炮，并开始轰炸艾夫里堡以及在比尤特奥卡耶斯的巴黎公社阵地。
最后，在这一天结束时，凡尔赛军已经攻下了整个巴黎左岸。而巴黎公社的主要部队则仓惶的通过奥斯特里茨桥逃到了巴黎右岸。

### 5月26日（星期五）

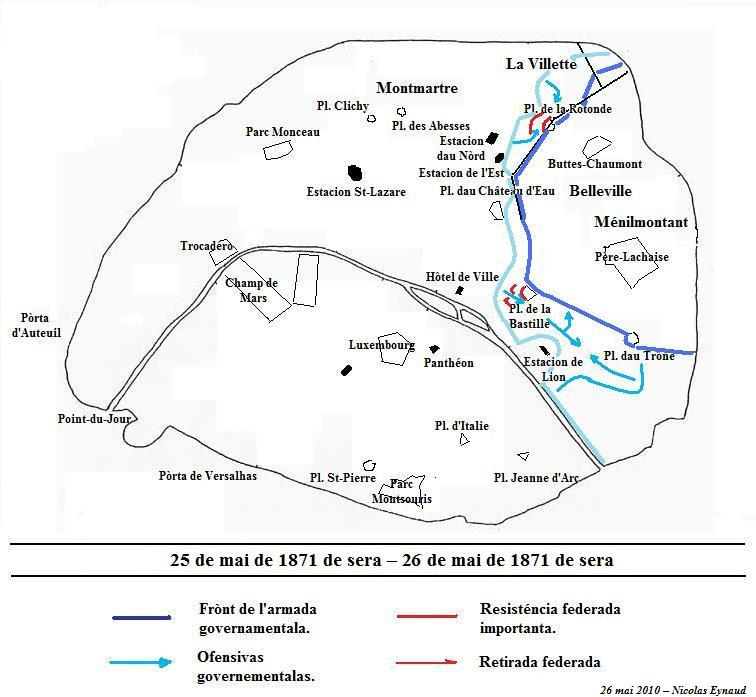
5月26日的战斗地图

在5月25日至26日期间，凡尔赛军队占领了几个被公社遗弃的战略要地，包括设立于圣安东尼街的路障、里昂火车站、马萨斯监狱、圣殿广场和伏尔泰大道，战斗于周五早上七点在大雨中重新开始。与前几天一样，军队没有直接攻击公社设置的路障，而是以同样的战术有条不紊地绕过路障。而公社方面，国民警卫队也进行了激烈顽强的抵抗，特别是在圣安托万郊区，但凡尔赛军对他们进行了猛烈的轰炸。国民警卫队的路障逐渐被包抄，巴士底广场在下午两点左右被凡尔赛军占领。而圆亭喷泉也在随后则被军队包抄。
下午，有十几个公社中央委员在二十区阿克索街开了一场会议，并起草了一份公告。公告内容为呼吁该区的公民协助邻近的第十九区的国民警卫队驱逐凡尔赛军。这同时也是巴黎公社发布的最后一份公告。而在晚上六点时，国民警卫队在贝尔维尔附近的阿克索街决了六十二名人质。
到26日末，凡尔赛军彻底击败了所有在巴黎左岸的公社势力。巴黎公社控制的区域只剩下了巴黎东北部的一个半圆形区域，包括肖蒙山丘公园、拉雪兹神父公墓、圆亭以及美丽城，它们是公社最后仅剩的据点。

### 5月27日（星期六）
到5月26日晚上时，公社占领区已经被缩小到仅剩贝尔维尔和梅尼尔蒙唐工人阶级社区周围的巴黎第20区。当时公社方主要的防御点是拉雪兹神父公墓和肖蒙山丘公園，肖蒙小丘拥有丘陵地形和一个矿井网络，而此时巴黎的北部和东部边界都已被普鲁士军队占领，此时普鲁士军的增援部队赶了过来，还调来了大炮，他们封锁了城市的边界。使得国民警卫队不能再从巴黎以外的地方进入巴黎，也无法从巴黎逃出去。
巴黎公社中央委员会的其余成员已撤到了贝尔维尔，并下达了保卫附近地区的命令与指示。国民警卫队仍设有一条长方形的路障守卫着拉维莱特、贝尔维尔、梅尼尔蒙唐和沙罗讷，并控制着此处的大道。而拿破仑三世修建的林荫大道则为国民警卫队提供了一个可架设火力的通道。他们还在肖蒙小丘和拉雪兹神父公墓处的山丘上部署了炮兵连。而他们此时已经没有可以撤退的地方，所以在这片区域的战斗是最为激烈的。
国民警卫队在20区的强大防守让麦克马洪被迫修改了他的计划；他在南部的圣马丁运河上拦住了他的部队，并将主要攻击点转移到了包围东北部剩余的公社据点。而部分普鲁士军开始沿着城外的城墙移动，从后方袭击国民警卫队。公社设在园亭喷泉上的路障被包围，而此处的国民警卫军也被迫投降。同时普鲁士军队损失了十二人，另有四十八人受伤。
当国民警卫队前往攻击贝尔维尔北部和拉雪兹神父公墓时，战斗又在当晚重新开始。公社的最后一批部队集结在了贝尔维尔和梅尼尔蒙唐大道周围的街道上，试图将普鲁士军队赶出他们的阵地，但没有成功。而普鲁士军队则从三个方向向他们逼近。战斗持续了大半夜，但到了早上，墓地仍由国民警卫队控制。
此时公社的其他据点都投降了，普鲁士军队在阿克索街俘虏了1,500名俘虏，在拉雪兹神父公墓附近俘虏了2000名俘虏，这些人被关押候审。
在拉雪兹神父公墓的战斗中，普鲁士军俘虏了147名俘虏。而他们被排成一排靠在墓地的墙壁上被枪杀，然后被埋在普通的坟墓里。同时他们还在马萨斯监狱和拉罗盖特监狱抓住了约20名国民警卫队军官。他们在军事法庭接受了简短的审判后被判处死刑，然后在拉雪兹神父公墓那里被枪杀，和其他人被埋在同一个坟墓里。

## 拓展阅读
- 巴黎公社
- 法兰西第三共和国
- 法国历史
- 共产主义
- 法国二月革命
- 法国大革命